# Erik Thommy
Erik Thommy (Ulm, Baden-Wurtemberg, Alemania, 20 de agosto de 1994) es un futbolista alemán. Juega de centrocampista y su equipo es el Sporting Kansas City de la Major League Soccer.

## Estadísticas
Actualizado al último partido disputado en la temporada 2024.
| Club                                | Div.          | Temporada     | Liga  | Liga  | Copas nacionales | Copas nacionales | Copas internacionales | Copas internacionales | Otras | Otras | Total | Total |
| Club                                | Div.          | Temporada     | Part. | Goles | Part.            | Goles            | Part.                 | Goles                 | Part. | Goles | Part. | Goles |
| ----------------------------------- | ------------- | ------------- | ----- | ----- | ---------------- | ---------------- | --------------------- | --------------------- | ----- | ----- | ----- | ----- |
| F. C. Augsburgo · Alemania          | 1.ª           | 2013-14       | 1     | 0     | 0                | 0                | —                     | —                     | —     | —     | 1     | 0     |
| F. C. Augsburgo · Alemania          | 1.ª           | 2014-15       | 3     | 0     | 1                | 0                | —                     | —                     | —     | —     | 4     | 0     |
| 1. F. C. Kaiserslautern · Alemania  | 2.ª           | 2014-15       | 4     | 1     | 0                | 0                | —                     | —                     | —     | —     | 4     | 1     |
| 1. F. C. Kaiserslautern · Alemania  | 2.ª           | 2015-16       | 2     | 0     | 2                | 0                | —                     | —                     | —     | —     | 4     | 0     |
| 1. F. C. Kaiserslautern · Alemania  | Total club    | Total club    | 6     | 1     | 2                | 0                | 0                     | 0                     | 0     | 0     | 8     | 1     |
| SSV Jahn Regensburg · Alemania      | 3.ª           | 2016-17       | 37    | 8     | 1                | 0                | —                     | —                     | 2     | 0     | 40    | 8     |
| SSV Jahn Regensburg · Alemania      | Total club    | Total club    | 37    | 8     | 1                | 0                | 0                     | 0                     | 2     | 0     | 40    | 8     |
| F. C. Augsburgo · Alemania          | 1.ª           | 2017-18       | 6     | 0     | 0                | 0                | —                     | —                     | —     | —     | 6     | 0     |
| F. C. Augsburgo · Alemania          | Total club    | Total club    | 10    | 0     | 1                | 0                | 0                     | 0                     | 0     | 0     | 11    | 0     |
| VfB Stuttgart · Alemania            | 1.ª           | 2017-18       | 14    | 2     | 0                | 0                | —                     | —                     | —     | —     | 14    | 2     |
| VfB Stuttgart · Alemania            | 1.ª           | 2018-19       | 19    | 1     | 1                | 0                | —                     | —                     | —     | —     | 20    | 1     |
| Fortuna Düsseldorf · Alemania       | 1.ª           | 2019-20       | 34    | 6     | 3                | 0                | —                     | —                     | —     | —     | 37    | 6     |
| Fortuna Düsseldorf · Alemania       | Total club    | Total club    | 34    | 6     | 3                | 0                | 0                     | 0                     | 0     | 0     | 37    | 6     |
| VfB Stuttgart · Alemania            | 1.ª           | 2020-21       | 8     | 0     | 0                | 0                | —                     | —                     | —     | —     | 8     | 0     |
| VfB Stuttgart · Alemania            | 1.ª           | 2021-22       | 11    | 0     | 1                | 0                | —                     | —                     | —     | —     | 12    | 0     |
| VfB Stuttgart · Alemania            | Total club    | Total club    | 52    | 3     | 2                | 0                | 0                     | 0                     | 0     | 0     | 54    | 3     |
| Sporting Kansas City Estados Unidos | 1.ª           | 2022          | 12    | 3     | 1                | 0                | ―                     | ―                     | ―     | ―     | 13    | 3     |
| Sporting Kansas City Estados Unidos | 1.ª           | 2023          | 38    | 5     | 1                | 0                | 3                     | 0                     | ―     | ―     | 42    | 5     |
| Sporting Kansas City Estados Unidos | 1.ª           | 2024          | 30    | 7     | 5                | 1                | 3                     | 0                     | ―     | ―     | 38    | 8     |
| Sporting Kansas City Estados Unidos | Total club    | Total club    | 80    | 15    | 7                | 1                | 6                     | 0                     | 0     | 0     | 93    | 16    |
| Total carrera                       | Total carrera | Total carrera | 219   | 33    | 16               | 1                | 6                     | 0                     | 2     | 0     | 243   | 34    |
| 1. 2. 3.                            |               |               |       |       |                  |                  |                       |                       |       |       |       |       |